# حسن دانش (قاری قرآن)
حسن دانش (زاده ۱۳۶۵ خورشیدی یزد - کشته شده در دوم مهر ۱۳۹۴ منا) از قاریان قرآن ایران و معلم قرآن بود. او در حادثه منا کشته شد.

## افتخارات
وی در سال ۱۳۹۰ پس از رسیدن به مقام پنجم مسابقات بین‌المللی قرآن کریم جمهوری اسلامی ایران، به مسابقات بین‌المللی قرآن کریم کشور تونس اعزام شد و در آنجا به کسب رتبه برتر نایل آمد. سه سال بعد در اسفندماه ۱۳۹۳ در سی و هفتمین دوره مسابقات بین‌المللی قرآن کریم جمهوری اسلامی ایران به رتبه نخست بخش قرائت تحقیق دست یافت و به عنوان نماینده ایران در سی و دومین دوره مسابقات بین‌المللی قرآن کریم جمهوری اسلامی ایران شرکت نمود که در این مسابقات نیز موفق به کسب مقام اول گردید.

## زندگی خانوادگی
وی دارای دو فرزند بود. دانش همواره دلایل موفقیت خود را والدین دلسوز و علاقه‌مند و در ادامه همسرش معرفی می‌کرد.

## کشته شدن
وی در تاریخ ۲ مهر ۱۳۹۴ در فاجعه منا که به دلیل ازدحام جمعیت در یکی از مسیرهای حرکت حاجیان به سمت جمرات رخ داد، کشته شد.
پیکر وی در جمعه دهم مهر در سردخانه‌ای در جده شناسایی شد.
آیت‌الله محمدرضا ناصری امام جمعه یزد بر پیکر این قاری بین‌المللی نماز اقامه کرد.
بعد از مرگ او، سید علی خامنه‌ای برای خانواده وی پیامی ارسال کرد. محمود شحات‌انور فرزند شحات محمد انور در یزد به دیدار قبر وی رفت. علی محمدی رئیس سازمان اوقاف درگذشت وی را تسلیت گفت و در منزل او در یزد حضور یافت.

## یادبود
در ۱۵ اردیبهشت ۱۳۹۷ علی گندمی مالمیری نماینده ولی فقیه در سپاه استان یزد از افتتاح و نامگذاری مرکز تداوم عقیدتی و سیاسی استان یزد به نام حسن دانش خبر داد. در ۳ دی ۱۳۹۷ نیز بنایی به نام «کتابخانه و مجتمع فرهنگی قرآنی شهید حاج حسن دانش» در زندان شماره ۲ شهر یزد با حضور خانواده دانش افتتاح شد.

## در رسانه

### فیلم سینمایی ۲۴ سپتامبر
فیلم سینمایی ۲۴ سپتامبر به نویسندگی علی‌اکبر محلوجیان و به تهیه‌کنندگی و کارگردانی مریم ابراهیم وند داستان زندگی محسن حاجی حسنی کارگر یکی از قاریان قرآن ایرانی کشته شده در حادثه منا سال ۲۰۱۵ را روایت می‌کند. در این فیلم داستان کشته شدن برخی چهره‌های معروف ایرانی در این حادثه، نظیر غضنفر رکن آبادی (سفیر سابق ایران در لبنان) و حسن دانش نیز روایت شده‌است.